# 青森市立造道中学校
青森市立造道中学校（あおもりしりつ つくりみちちゅうがっこう）は、青森県青森市岡造道2丁目にある公立中学校。市街地東部を主な学区としている。

## 概要
校訓は信愛、自治、協同。2006年度から、青森市社会福祉協議会によってボランティア活動推進校に指定されている。また、筒井中学校、佃中学校と共に中学校校内LAN整備事業モデル校でもある。生徒数は約500人。授業開始の三分前には「野ばら」が流れる。

## 部活動
部活動がとても盛ん。最近では、野球・卓球・サッカー・テニス・バレーボール・合唱が大会で入賞している。卓球部は2007年度の全国中学校卓球大会で決勝トーナメントに進出した。2021年度、全日本合唱コンクールに東北代表として合唱部（女声合唱）が出場し、銀賞を獲得。

## 沿革
- 1960年（昭和35年）
  - 4月1日 - 浪打中学校講堂・堤小学校の一部を借用して発足。同日、校章制定。
  - 4月6日 - 浪打小学校講堂で、入学式挙行。
  - 9月5日 - 校舎第一期工事が竣工し、移転。
- 1961年（昭和36年）
  - 4月1日 - 1・2学年編制となり、特別教室等を改造、15教室として、本校のみにて、授業実施。
  - 12月15日 - 校舎第二期工事竣工。
- 1962年（昭和37年）
  - 3月20日 - 校歌制定。
  - 4月1日 - 1・2・3学年編制となる。
- 1963年（昭和38年）8月28日 - 体育館竣工。
- 1964年（昭和39年）8月9日 - 3教室増築。
- 1967年（昭和42年）10月1日 - 校旗樹立。
- 1969年（昭和44年）9月17日 - 創立10周年記念式典挙行。
- 1970年（昭和45年）7月21日 - 水泳プール竣工。
- 1980年（昭和55年）5月11日 - 創立20周年記念式典挙行。
- 1981年（昭和56年）
  - 2月26日 - 校舎増築竣工。
  - 3月28日 - プレハブ2教室竣工。
- 1982年（昭和57年） - プレハブ教室増設。
- 1983年（昭和58年） - プレハブ教室増設。
- 1993年（平成5年）1月13日 - 新校舎竣工。
- 1994年（平成6年）
  - 3月14日 - 体育館及び武道館竣工。
  - 11月19日 - 創立35周年記念並びに新校舎落成を祝う記念の両式典挙行。

## 学区
中佃3丁目の一部。造道1～3丁目。岡造道1～3丁目。東造道1～3丁目。八重田1丁目の一部。八重田2、3丁目。八重田4丁目の一部。小柳字朽葉。小柳1～3丁目。小柳4丁目の一部。小柳6丁目。矢作1～3丁目。本泉1丁目の一部。本泉2丁目の一部。はまなす1、2丁目。けやき1、2丁目。

## 制服
- 男子　
  - 冬服は標準的な学生服上下である。
  - 夏服はカッターシャツ、スラックスである。
- 女子　
  - 冬服はセーラー服上下、青スカーフである。
  - 夏服はブラウス、青リボン、吊りスカートである。

## 卒業生
- 相馬あい - 競泳選手。2023年世界水泳選手権日本代表。

## 周辺
- 社会福祉法人五誓会あさひ保育園
- むらた歯科医院
- 南内科循環器科医院

## アクセス
- 青森市営バス「岡造道」バス停下車後、
  - 「A1」青森駅前行のりばから、徒歩約210m・約3分。
  - 「F10」東部営業所行・「F12」県立中央病院行のりばから、徒歩約200m・約3分。
    - ただし、運行本数は少ないほか、「F12」は平日のみの運行となる。
- 青森市立造道小学校から、徒歩約760m・約12分。

## 参考資料
- 『新青森市史 別編教育（別巻） 年表・学校沿革』（青森市・2000年3月発行）「学校沿革 （二）中学校」246頁「造道中学校 変遷」